# Institut des textes et manuscrits modernes
L'Institut des textes et manuscrits modernes (ITEM), est une unité mixte de recherche entre le Centre national de la recherche scientifique et l'École normale supérieure de Paris en partenariat avec l'Université de Poitiers, établie en France, à Paris (Ve arrondissement), et dirigée par Nathalie Ferrand. Il se consacre à l'étude des manuscrits d'écrivains pour élucider les processus de la genèse.

## Structure
L'ITEM regroupe une centaine de membres (chercheurs, ITA, enseignants-chercheurs) littéraires et linguistes, qui partagent un même objet d'étude, le document manuscrit et une même approche méthodologique, la critique génétique.
La mission scientifique de l'ITEM est d'analyser la genèse des œuvres en élaborant un processus de compréhension du créateur sur la base des documents présents. Ces documents d'archives — liasse de brouillons écrits à la plume d'oie, au crayon, au stylo à bille, tapuscrit, fichier numérique… — peuvent être d'ordre littéraire, ou appartenir à d'autres domaines, tels que : cahiers de laboratoire qui enregistrent la mise en point et le déroulement d'une expérience scientifique, rushes de films, captations photographiques, esquisses et dessins préparatoires d'un tableau, cahiers de mise en scène théâtrale, partitions musicales, etc. En considérant que les recherches se soit progressivement élargies, le base des activités de l'Institut reste l'écriture littéraire des XIXe et XXe siècles à travers des corpus canoniques. Cette extension de recherche porte sur les domaines intellectuels et esthétiques, tout en estimant les périodes historiques (écritures du XVIIIe siècle), les univers culturels (écritures latino-américaines et littérature francophone) et pour les usages socioculturels associés à la création, comme par exemple, les formes d'écriture plurielle impliquées dans la genèse éditoriale ou cinématographique. Une analyse méthodique structurée du document autographe permet de comprendre les mécanismes de la production, élucider la volonté de l'auteur et les démarches qui ont engendrés l'émergence de l'œuvre, élaborer les concepts, méthodes et techniques qui permettent d'exploiter scientifiquement le précieux patrimoine des documents conservés dans les collections et archives.
D'un point de vue méthodologique, il est nécessaire de rassembler les traces matérielles des processus de création (pour les œuvres littéraires : carnets d'écrivains, brouillons, épreuves corrigées…), de créer un maillage relationnel des unes avec les autres et d'effectuer une suite chronologique qui énumère les étapes de l'élaboration de l'œuvre. Dans ce domaine de méthodologie, l'évolution des pratiques liées au développement de l'écriture nativement numérique confronte l'ITEM à un nouveau défi. L'usage de l’outil informatique impose le remplacement du papier par le silicium et du codex par le disque dur ou le cloud, ce qui implique pour l'étude des dossiers génétiques des créateurs du XXIe siècle qu'il soit mis en œuvre une codicologie des traces et des supports numériques totalement inédite en s'inspirant des principes et des méthodes de la computer forensics.
Après avoir fait un bilan des traces pertinentes, le rôle du chercheur est de porter une analyse et interprétation en tant qu'indices de la chronologie de la genèse et d'identifier les éléments réguliers et récurrents. En prenant seulement le cas de l'écriture littéraire, le chercheur est à même de reconnaître les mécanismes d'invention singuliers qui se déploient dans chacun des dossiers, de mettre en exergue les éléments propres à une œuvre, un auteur, un genre, une époque, et de les localiser par rapport aux caractéristiques globales de l'écriture littéraire, voire de l'écriture en général. L'élucidation des processus de la création peut ainsi contribuer à une meilleure interprétation des œuvres.
Ce premier objectif a pour corollaire de mettre à disposition auprès de la communauté des spécialistes et du public d'accéder à ces objets scientifiques nouveaux en établissant des éditions savantes, imprimées ou numériques. Cette préoccupation est omniprésente dans l'activité de l'ITEM, dont le développement rapide des technologies de l'information, lui demande une immobilisation de compétences de plus en plus importante. Les sources primaires restent les documents originaux. Les éditions savantes — fac-similés, critiques ou génétiques — ont quant à elles une fonction heuristique et pratique en tant que support à la réalisation d'études critiques et génétiques. Elles possède également une fonction épistémologique en rendant accessible la validation de ces études par la communauté scientifique internationale.
À partir des résultats obtenus par les différentes équipes du laboratoire et en relevant les points de convergences, l'activité de l'ITEM permet d'enrichir la théorie génétique, à poursuivre l'élaboration de ses concepts et de ses outils méthodologiques. La théorisation permet d'établir le point d'origine du travail du généticien, qu'elle oriente et inspire, et son point d'aboutissement. Sans perdre de vue l'individualité des œuvres et des créateurs, les travaux effectués de l'ITEM permettent de faire avancer des principes d'explication tendant vers des degrés croissants de généralité et de proposer des cadres interprétatifs qui facilitent les comparaisons et offre en retour l'observation et l'interprétation des corpus.

## Activités
Les activités du laboratoire se répartissent en programmes de recherche :
- certaines concernent des corpus littéraires des XVIIIe, XIXe et XXe siècles (Flaubert, Joyce, Proust, Sartre, Valéry, Zola, Nietzsche et manuscrits autobiographiques) ;
- d'autres privilégient une approche méthodologique (éditions hypertextuelles, manuscrits et linguistique, pratiques et techniques de l'écrit).

## Publications
- Paolo D’Iorio (dir.), « Présentation de la revue », Continents manuscrits, Paris, ITEM,‎ depuis 2014 (ISSN 2275-1742, lire en ligne).
- Textes & manuscrits : collection de critique génétique créée par Louis Hay, CNRS Éditions. Directeurs de collection : Daniel Ferrer et Pierre-Marc de Biasi.
- Daniel Ferrer (dir.), « Revue semestrielle internationale de critique génétique », Génésis (Manuscrits-Recherche-Invention), Paris, PUPS,‎ depuis 1992 (ISSN 2268-1590, lire en ligne).
- Bulletin d'informations proustiennes (BIP).